# Микола Святополк-Четвертинський
Микола Святополк-Четвертинський  (? — близько грудня 1659) — князь, руський магнат, військовий та державний діяч Речі Посполитої, свояк гетьмана Івана Виговського.

## Життєпис
Син луцького підсудка Степана (Стефана) та його дружини Анни з Бокіїв (донька луцького судді Гаврила Бокія), брат Олександра, Іллі.
Дідич Нової Четвертні, представник роду руських князів, що виводиться від київського князя Святополка Ігоровича. Вперше згаданий в збережених документах за 1632 рік як посол Брацлавського воєводства на конвокаційний сейм. посол Брацлавського воєводства на виборні сейми: підписав «пункт заспокоєння мешканців Корони та ВКЛ народу руського релігії грецької» (1 листопада); 1648 року, був депутатом для запису пактів конвентів. 18 травня 1639 призначений королем до складу комісії для розгляду скарг міщан Брацлава на кривди старост, на серпневому сеймику в Луцьку був маршалком лицарського кола. 1647 року: посол Брацлавського воєводства на сейм; депутат Коронного трибуналу. Відкинув пропозицію Б.Хмельницького перейти на його сторону; у «відповідь» за це повстанці знищили маєтки М. С. Ч. Як ротмістр Його Королівської Милості брав участь в битвах під Зборовом, Берестечком. З 5 лютого 1649 року каштелян мінський; в час урядування, як і мінські воєводи-сучасники, не сприяв укріпленню замку, вали і брами зруйнувались, тільки на сеймі 1654 було прийнято рішення їх поправити (також інші у ВКЛ).
В заповіті П. Могили від 22 грудня 1646 року згаданий як один з православних панів, якому довірили опіку над київською православною колегією.
9 вересня 1659 року в Годомичах написав заповіт, в грудні 1659 року була певна судова справа з його спадкоємцями.

## Сім'я
Дружина — княжна Доміцела Соломерецька (померла перед 20 листопада 1659), за якою взяв значні маєтки: Сехів, Курчиці, Вороне. Діти:
- Степан
- Микола-Адам
- Олександр-Ілярій.